# Lagarto (Marvel Comics)
O Lagarto (Lizard em inglês)  é um personagem das Histórias em Quadrinhos da Marvel Comics, presente como vilão nas histórias do Homem-Aranha. Criado em 1963 por Stan Lee e Steve Ditko para a sexta edição da revista The Amazing Spider-Man, o personagem é o alterego do professor Curt Connors, um médico e cientista que tentando replicar a regeneração réptil para recuperar um braço perdido, acaba por virar um homem-lagarto.

## Biografia ficcional do personagem
O Dr. Curt Connors, reservista do Exército dos Estados Unidos, foi um cirurgião mandado para a Guerra do Vietnã, onde perdeu o braço direito. Inspirado na capacidade de regeneração dos répteis, ele tornou-se um cientista e dedicou-se a estudar uma fórmula química que o fizesse recuperar o membro perdido. A sua pesquisa conduziu-o a um soro de répteis, que ele injetou em si mesmo, porém com o efeito colateral de tê-lo transformado em uma criatura meio humana, meio réptil: o Lagarto. Além da capacidade de regenerar órgãos ou membros perdidos, o Lagarto tem uma força descomunal, várias vezes superior à média humana, além da rapidez e agilidade características dos répteis, fora a capacidade de escalada em superfícies rugosas. Ele também tem o poder de controlar todos os répteis perto de si, mas não costuma usá-los com muita frequência.
O Lagarto deseja destruir todos os mamíferos da face da Terra. Para tanto constrói vários equipamentos e máquinas, mas sempre é detido pelo Homem-Aranha. O primeiro confronto entre os dois se deu nos pântanos da Flórida, quando o fotógrafo Peter Parker foi enviado aquele local para investigar as aparições de um monstro. Depois o cientista mudou-se para Nova Iorque, passando a trabalhar no laboratório de pesquisas da Universidade Empire State, onde Peter Parker foi estudante.
O Homem-Aranha nutre um sentimento de compaixão, piedade e amizade pelo Dr. Connors, o que o leva a conter-se quando enfrenta o monstruoso alter-ego do cientista. Numa ótima história em duas partes, desenhada por John Buscema em 1969 (republicada no Brasil em A Teia do Aranha #9), o herói se viu numa situação em que tem que se defender, e ao mesmo tempo proteger, o vilão dos ataques do Tocha Humana (membro do Quarteto Fantástico e conhecido dos primeiros leitores do aracnídeo por nutrir com ele um misto de amizade e rivalidade adolescente das mais interessantes). A família do Dr. Connors (esposa Martha e filho Billy), também costuma ficar no fogo cruzado da luta entre os dois.
O Lagarto oscila entre uma mente irracional e o cérebro brilhante do Dr. Connors. Quando prevalece a mente agressiva do Lagarto, ele tenta se livrar da sua personalidade humana, e quando a razão do Dr. Connors se sobressai, ele tenta se livrar do Lagarto. Várias vezes ele e o Homem-Aranha pensaram ter conseguido uma cura, porém o Lagarto sempre acaba voltando.

## Em outras mídias

### Filmes
- Dylan Baker interpreta o Dr. Connors em Homem-Aranha 2 e Homem-Aranha 3, sendo um coadjuvante - Connors é professor de Parker na faculdade, no terceiro filme investigando a Simbiose Negra. Assim como nos quadrinhos, não tem o braço direito. Nesta continuidade, Connors não se transforma em Lagarto.[3]

- Em O Espetacular Homem Aranha, Rhys Ifans interpreta o Dr. Curt Connors, ele é amigo de Richard Parker (pai de Peter, desaparecido), trabalha na Oscorp e se torna o Lagarto ao injetar um soro experimental em si mesmo. O Lagarto acerta o capitão Stacy no estômago durante a luta final com o Homem-Aranha, consequentemente o matando. Connors acaba preso por cometer atos de bio-terrorismo.[4] Na sua sequência, O Espetacular Homem-Aranha 2, menções ao Dr. Curt Connors e ao Lagarto são feitas durante todo o filme, embora o vilão não apareça diretamente.
- Em Spider-Man: No Way Home, Rhys Ifans retorna a interpretar o Lagarto, que foi trazido do seu mundo de origem para o Universo Cinematográfico Marvel.

### Desenhos Animados
- Aparece nas duas primeiras séries animadas do Homem-Aranha, de 1967 e 1981.
- Aparece em Homem-Aranha: A Série Animada de 1994, sendo o primeiro vilão a surgir no desenho.
- Aparece em The Spectacular Spider-Man de 2008, onde o Doutor Connors emprega Peter Parker, Gwen Stacy e Eddie Brock em seu laboratório.
- Aparece em Ultimate Homem-Aranha de 2012, como um cientista da S.H.I.E.L.D. que perde um braço em um ataque do Duende Verde, e ao descobrir soros criados a partir de DNA animal criados pelo Doutor Octopus, se injeta com a fórmula de lagarto para recuperar o membro.
- Aparece em Marvel's Spider-Man de 2017, como um cientista da Oscorp instigado por Norman Osborn a se injetar com o soro reptiliano experimental.